# Miconia trimera
Miconia trimera är en tvåhjärtbladig växtart som beskrevs av John Julius Wurdack. Miconia trimera ingår i släktet Miconia och familjen Melastomataceae. Inga underarter finns listade i Catalogue of Life.